# Zubrón
El zubrón es un animal híbrido obtenido de la cruza de ganado bovino (Bos taurus) doméstico y del bisonte europeo (Bison bonasus). El bisonte europeo es similar al bisonte americano (Bison bison). El nombre zubrón fue oficialmente escogido de los centenares de nombres propuestos enviados a la revista polaca semanal Przekrój durante un concurso organizado en 1969.

## Origen
El primer zubrón fue creado por Leopold Walicki en 1847, aunque las creaciones naturales más tempranas podrían haber sido posibles. Después de la Primera Guerra Mundial, varios científicos pensaron en el zubrón como un posible reemplazo al ganado doméstico. Este resultó ser más durable y menos susceptible a enfermarse. Además, podría engendrarse con cualquier infraestructura agrícola. Desde 1958 el trabajo en las manadas de zubrones era supervisado por la Academia Polaca de Ciencias en varios laboratorios, los más notables en Bialowieza y Mlodzikowo. Durante los primeros 16 años de experimentos, nacieron un total de 71 animales, incluyendo a Filón, el primer zubrón nacido de una madre zubrón el 6 de agosto de 1960.
El animal era una alternativa durable y barata a los bovinos y el experimento fue continuado hasta finales de los 80, cuando se juzgaron que los resultados del programa de la cría eran poco satisfactorios. Las severas dificultades de la economía socialista polaca en los años ochenta, la falta de interés notoria por parte de la PGR, que era ineficaz sin las grandes granjas privadas en Europa oriental como una alternativa y el temor a que los zubrones se mestizaran con el bisonte europeo que estaba en peligro de extinción y así degeneran su genética jugó un papel importante en la decisión de no seguir con los experimentos a gran escala. Los dos centros más importantes de experimentación eran Lekno (391 animales en total) y Popielno (121 animales) también se sostuvieron los experimentos limitados en la reserva de Nova de Askania en la URSS. Sin embargo, fue interrumpido y actualmente la única manada superviviente consiste en solo varios animales y se persiste en el Parque Nacional Bialowieski. A partir de 2007 hay noticias que sugieren sin embargo, que la cría y experimentos continúan en Karolewo en Polonia.

## Características
Los zubrones son animales pesados con machos que pesan hasta 1200 kg, y las hembras pesan 810 kg. Son fuertes, inmunes a la mayoría de las enfermedades en tiempos difíciles. Los machos son infecundos ya en la primera generación. Las hembras son fecundas y pueden engendrar con ambas especies, es decir con toros o con bisontes europeos, y los machos de estos cruces son fecundos. También pueden engrendar 2 zubrones